# Спектр графа
Спектр графа (англ. graph spectrum)  - это множество собственных значений матрицы смежности графа. 
Спектр может быть определен как для простого графа, так и для орграфа, мультиграфа, псевдографа или псевдомультиграфа.

## Определения
Пусть {\displaystyle \Gamma (V,E)} - граф, где {\displaystyle V(\Gamma )} есть множество его вершин {\displaystyle v\in V(\Gamma )}, а {\displaystyle E(\Gamma )} есть множество его ребер {\displaystyle e\in E(\Gamma )}. Кардинальное число  {\displaystyle n=|V(\Gamma )|} есть количество вершин графа.
Смежными вершинами графа {\displaystyle \Gamma } являются вершины {\displaystyle v_{1}} и {\displaystyle v_{2}} такие, что {\displaystyle \left\{v_{1},v_{2}\right\}\in E(G)} или, другими словами, обе вершины являются концевыми для одного ребра.
Матрица смежности для простого  графа {\displaystyle \Gamma } есть  матрица {\displaystyle \mathbf {A} }  размера {\displaystyle n\times n}  где:
{\displaystyle a_{i,j}={\begin{cases}1&:\,\left\{v_{i},v_{j}\right\}\in E(G),\\0&:\,\left\{v_{i},v_{j}\right\}\notin E(G)\end{cases}}},
то есть элемент матрицы {\displaystyle a_{i,j}} равен единице, если вершины {\displaystyle v_{i}} и {\displaystyle v_{j}} смежны, и равен нулю, если нет, причем {\displaystyle a_{i,i}=0}.
Для псевдографа элемент {\displaystyle a_{i,i}} равен удвоенному числу петель, присоединенных к вершине {\displaystyle v_{i}}. Также возможен однократный учет петель. Ориентированная петля учитывается однократно.
Для мультиграфа элемент {\displaystyle a_{i,j}} равен числу кратных ребер {\displaystyle e=\left\{v_{i},v_{j}\right\}}.
Характеристический многочлен графа {\displaystyle P_{G}(\lambda )} есть характеристический многочлен его матрицы смежности {\displaystyle det(\lambda \mathbf {I} -\mathbf {A} )=0}:
{\displaystyle P_{G}(\lambda )=\lambda ^{n}+c_{1}\lambda ^{n-1}+c_{2}\lambda ^{n-2}+c_{3}\lambda ^{n-3}+\dots +c_{n}}
Собственный вектор графа {\displaystyle \mathbf {x} } есть собственный вектор матрицы смежности :
{\displaystyle \mathbf {A} \mathbf {x} =\lambda \mathbf {x} }

#### Определения спектра графа
В работе  спектр графа определен как множество собственных чисел {\displaystyle \lambda _{i}} характеристического многочлена графа (или собственных чисел графа), где {\displaystyle \lambda _{0}\leqslant \lambda _{1}\leqslant \dots \leqslant \lambda _{s}} и кратностей этих чисел {\displaystyle m(\lambda _{i})}
{\displaystyle Spec(\Gamma )={\begin{pmatrix}\lambda _{0}&\lambda _{1}&\dots &\lambda _{s-1}\\m(\lambda _{0})&m(\lambda _{1})&\dots &m(\lambda _{s-1})\end{pmatrix}}}
В работе  спектр графа определен просто как множество собственных чисел:
{\displaystyle Sp(\Gamma )=\left[\lambda _{1},\,\lambda _{2},\,\dots ,\,\lambda _{n}\right]}

## Свойства
Коэффициенты {\displaystyle c_{i}} характеристического многочлена графа {\displaystyle \Gamma } удовлетворяют условиям:
- {\displaystyle c_{1}=0}
- {\displaystyle -c_{2}} - есть число ребер графа {\displaystyle \Gamma }
- {\displaystyle -c_{3}} - есть удвоенное число треугольников графа {\displaystyle \Gamma }